# Kanton Barre-des-Cévennes
Kanton Barre-des-Cévennes (francouzsky Canton de Barre-des-Cévennes) je francouzský kanton v departementu Lozère v regionu Languedoc-Roussillon. Tvoří ho osm obcí.

## Obce kantonu
- Barre-des-Cévennes
- Bassurels
- Cassagnas
- Gabriac
- Molezon
- Le Pompidou
- Sainte-Croix-Vallée-Française
- Saint-Julien-d'Arpaon